# Swiss Open Gstaad 2002 - Qualificazioni singolare
Le qualificazioni del singolare  dello  Swiss Open Gstaad 2002 sono state un torneo di tennis preliminare per accedere alla fase finale della manifestazione. I vincitori dell'ultimo turno sono entrati di diritto nel tabellone principale. In caso di ritiro di uno o più giocatori aventi diritto a questi sono subentrati i lucky loser, ossia i giocatori che hanno perso nell'ultimo turno ma che avevano una classifica più alta rispetto agli altri partecipanti che avevano comunque perso nel turno finale.
Le qualificazioni del torneo Swiss Open Gstaad 2002 prevedevano 32 partecipanti di cui 4 sono entrati nel tabellone principale.

## Teste di serie
1. Paul-Henri Mathieu (Qualificato)
2. Cédric Pioline (secondo turno)
3. Vadim Kucenko (secondo turno)
4. Radek Štěpánek (Qualificato)

1. Rubén Ramírez Hidalgo (ultimo turno)
2. Renzo Furlan (ultimo turno)
3. Federico Luzzi (primo turno)
4. Lovro Zovko (secondo turno)

## Qualificati
1. Paul-Henri Mathieu
2. Rogier Wassen

1. Nicolás Todero
2. Radek Štěpánek

## Tabellone

### Legenda
| - Q = Qualificato - WC = Wild card - LL = Lucky loser | - ALT = Alternate - SE = Special Exempt - PR = Protected Ranking | - w/o = Walkover - r = Ritirato - d = Squalificato |

### Sezione 1
|  | Primo turno     | Primo turno            | Primo turno           | Primo turno | Primo turno |  |  | Secondo turno | Secondo turno         | Secondo turno         | Secondo turno         | Secondo turno         |   |   | Ultimo turno | Ultimo turno       | Ultimo turno       | Ultimo turno | Ultimo turno |  |
|  |                 |                        |                       |             |             |  |  |               |                       |                       |                       |                       |   |   |              |                    |                    |              |              |  |
|  | 1               | Paul-Henri Mathieu     | 5                     | 6           | 7           |  |  |               |                       |                       |                       |                       |   |   |              |                    |                    |              |              |  |
|  |                 | Emilio Benfele Álvarez | 7                     | 4           | 5           |  |  | 1             | Paul-Henri Mathieu    | Paul-Henri Mathieu    | 6                     | 6                     |   |   |              |                    |                    |              |              |  |
|  | Stéphane Bohli  | Stéphane Bohli         | 4                     | 6           | 7           |  |  |               | Stéphane Bohli        | Stéphane Bohli        | 2                     | 3                     |   |   |              |                    |                    |              |              |  |
|  | Paul Baccanello | Paul Baccanello        | 6                     | 4           | 68          |  |  |               |                       |                       |                       |                       |   |   | 1            | Paul-Henri Mathieu | Paul-Henri Mathieu | 6            | 6            |  |
|  | Hermes Gamonal  | Hermes Gamonal         | Hermes Gamonal        | 7           | 6           |  |  |               |                       | 5                     | Rubén Ramírez Hidalgo | Rubén Ramírez Hidalgo | 4 | 2 |              |                    |                    |              |              |  |
|  | Roman Valent    | Roman Valent           | Roman Valent          | 5           | 4           |  |  |               | Hermes Gamonal        | Hermes Gamonal        | 1                     | 4                     |   |   |              |                    |                    |              |              |  |
|  | 5               | Rubén Ramírez Hidalgo  | Rubén Ramírez Hidalgo | 6           | 7           |  |  | 5             | Rubén Ramírez Hidalgo | Rubén Ramírez Hidalgo | 6                     | 6                     |   |   |              |                    |                    |              |              |  |
|  |                 | Jean-Claude Scherrer   | Jean-Claude Scherrer  | 3           | 6           |  |  |               |                       |                       |                       |                       |   |   |              |                    |                    |              |              |  |

### Sezione 2
|  | Primo turno     | Primo turno         | Primo turno         | Primo turno | Primo turno |  |  | Secondo turno | Secondo turno  | Secondo turno | Secondo turno | Secondo turno |   |   | Ultimo turno | Ultimo turno  | Ultimo turno | Ultimo turno | Ultimo turno |  |
|  |                 |                     |                     |             |             |  |  |               |                |               |               |               |   |   |              |               |              |              |              |  |
|  | 2               | Cédric Pioline      | Cédric Pioline      | 6           | 6           |  |  |               |                |               |               |               |   |   |              |               |              |              |              |  |
|  |                 | Vincenzo Santopadre | Vincenzo Santopadre | 3           | 2           |  |  | 2             | Cédric Pioline | 2             | 7             | 4             |   |   |              |               |              |              |              |  |
|  | Rogier Wassen   | Rogier Wassen       | 6                   | 4           | 7           |  |  |               | Rogier Wassen  | 6             | 64            | 6             |   |   |              |               |              |              |              |  |
|  | Leonardo Azzaro | Leonardo Azzaro     | 3                   | 6           | 68          |  |  |               |                |               |               |               |   |   |              | Rogier Wassen | 7            | 5            | 6            |  |
|  | Iván Navarro    | Iván Navarro        | 7                   | 2           | 7           |  |  |               |                | 6             | Renzo Furlan  | 68            | 7 | 4 |              |               |              |              |              |  |
|  | Marzio Martelli | Marzio Martelli     | 5                   | 6           | 5           |  |  |               | Iván Navarro   | Iván Navarro  | 6             | 3             |   |   |              |               |              |              |              |  |
|  | 6               | Renzo Furlan        | Renzo Furlan        | 6           | 7           |  |  | 6             | Renzo Furlan   | Renzo Furlan  | 7             | 6             |   |   |              |               |              |              |              |  |
|  |                 | Jérôme Haehnel      | Jérôme Haehnel      | 3           | 5           |  |  |               |                |               |               |               |   |   |              |               |              |              |              |  |

### Sezione 3
|  | Primo turno     | Primo turno          | Primo turno          | Primo turno | Primo turno |  |  | Secondo turno  | Secondo turno  | Secondo turno  | Secondo turno  | Secondo turno  |   |   | Ultimo turno  | Ultimo turno  | Ultimo turno  | Ultimo turno | Ultimo turno |  |
|  |                 |                      |                      |             |             |  |  |                |                |                |                |                |   |   |               |               |               |              |              |  |
|  | 3               | Vadim Kucenko        | Vadim Kucenko        | 6           | 6           |  |  |                |                |                |                |                |   |   |               |               |               |              |              |  |
|  |                 | Benjamin-David Rufer | Benjamin-David Rufer | 2           | 4           |  |  | 3              | Vadim Kucenko  | 65             | 6              | 4              |   |   |               |               |               |              |              |  |
|  | Dimitri Lorin   | Dimitri Lorin        | Dimitri Lorin        | 6           | 7           |  |  |                | Dimitri Lorin  | 7              | 4              | 6              |   |   |               |               |               |              |              |  |
|  | Diego Moyano    | Diego Moyano         | Diego Moyano         | 1           | 65          |  |  |                |                |                |                |                |   |   | Dimitri Lorin | Dimitri Lorin | Dimitri Lorin | 0            | 3            |  |
|  | Florent Serra   | Florent Serra        | Florent Serra        | 6           | 6           |  |  |                |                | Nicolás Todero | Nicolás Todero | Nicolás Todero | 6 | 6 |               |               |               |              |              |  |
|  | Stefano Cobolli | Stefano Cobolli      | Stefano Cobolli      | 3           | 1           |  |  | Florent Serra  | Florent Serra  | 7              | 3              | 5              |   |   |               |               |               |              |              |  |
|  |                 | Nicolás Todero       | Nicolás Todero       | 7           | 6           |  |  | Nicolás Todero | Nicolás Todero | 63             | 6              | 7              |   |   |               |               |               |              |              |  |
|  | 7               | Federico Luzzi       | Federico Luzzi       | 6           | 2           |  |  |                |                |                |                |                |   |   |               |               |               |              |              |  |

### Sezione 4
|  | Primo turno         | Primo turno         | Primo turno         | Primo turno | Primo turno |  |  | Secondo turno | Secondo turno       | Secondo turno       | Secondo turno | Secondo turno |   |   | Ultimo turno | Ultimo turno   | Ultimo turno   | Ultimo turno | Ultimo turno |  |
|  |                     |                     |                     |             |             |  |  |               |                     |                     |               |               |   |   |              |                |                |              |              |  |
|  | 4                   | Radek Štěpánek      | 6                   | 3           | 6           |  |  |               |                     |                     |               |               |   |   |              |                |                |              |              |  |
|  |                     | Massimo Dell'Acqua  | 3                   | 6           | 3           |  |  | 4             | Radek Štěpánek      | Radek Štěpánek      | 6             | 6             |   |   |              |                |                |              |              |  |
|  | Stefano Pescosolido | Stefano Pescosolido | Stefano Pescosolido | 6           | 6           |  |  |               | Stefano Pescosolido | Stefano Pescosolido | 4             | 2             |   |   |              |                |                |              |              |  |
|  | Adrián García       | Adrián García       | Adrián García       | 3           | 2           |  |  |               |                     |                     |               |               |   |   | 4            | Radek Štěpánek | Radek Štěpánek | 6            | 6            |  |
|  | Jun Kato            | Jun Kato            | Jun Kato            | 6           | 6           |  |  |               |                     |                     | Jun Kato      | Jun Kato      | 3 | 4 |              |                |                |              |              |  |
|  | Jim Thomas          | Jim Thomas          | Jim Thomas          | 4           | 2           |  |  |               | Jun Kato            | 6                   | 5             | 7             |   |   |              |                |                |              |              |  |
|  | 8                   | Lovro Zovko         | Lovro Zovko         | 6           | 6           |  |  | 8             | Lovro Zovko         | 1                   | 7             | 6             |   |   |              |                |                |              |              |  |
|  |                     | Stan Wawrinka       | Stan Wawrinka       | 0           | 4           |  |  |               |                     |                     |               |               |   |   |              |                |                |              |              |  |